# Plectrotarsidae
Plectrotarsidae zijn een familie van schietmotten.